# Championnats de Belgique d'athlétisme 2008
Les Championnats de Belgique d'athlétisme toutes catégories de 2008 ont eu lieu les 5 et 6 juillet au stade de Naimette-Xhovémont à Liège. L'organisation était confiée au RFC Liège athlétisme en collaboration avec la Ligue belge francophone d'athlétisme.
Les 10 000 m hommes et femmes ainsi que le 3 000 steeple femmes se sont déroulés le 2 juillet 2008 au stade de Jambes.

## Résultats courses

### 100 m
| rang               | athlète            | prestation |
| ------------------ | ------------------ | ---------- |
| Médaille d'or      | Erik Wijmeersch    | 10 s 44    |
| Médaille d'argent  | Jean Marie Louis   | 10 s 54    |
| Médaille de bronze | Damien Broothaerts | 10 s 66    |

| rang               | athlète       | prestation |
| ------------------ | ------------- | ---------- |
| Médaille d'or      | Olivia Borlée | 11 s 81    |
| Médaille d'argent  | Hanna Mariën  | 11 s 82    |
| Médaille de bronze | Frauke Penen  | 11 s 86    |

### 200 m
| rang               | athlète          | prestation |
| ------------------ | ---------------- | ---------- |
| Médaille d'or      | Arnout Matthys   | 21 s 35    |
| Médaille d'argent  | Jean Marie Louis | 21 s 42    |
| Médaille de bronze | Ingmar Herreman  | 21 s 63    |

| rang               | athlète          | prestation |
| ------------------ | ---------------- | ---------- |
| Médaille d'or      | Élodie Ouédraogo | 23 s 47    |
| Médaille d'argent  | Hanna Mariën     | 23 s 53    |
| Médaille de bronze | Laetitia Libert  | 24 s 40    |

### 400 m
| rang               | athlète         | prestation |
| ------------------ | --------------- | ---------- |
| Médaille d'or      | Arnaud Ghislain | 46 s 56    |
| Médaille d'argent  | Nils Duerinck   | 47 s 04    |
| Médaille de bronze | Arnaud Destatte | 47 s 33    |

| rang               | athlète          | prestation |
| ------------------ | ---------------- | ---------- |
| Médaille d'or      | Elke Bogemans    | 54 s 10    |
| Médaille d'argent  | Wendy Den Haeze  | 54 s 10    |
| Médaille de bronze | Kristine Strackx | 55 s 03    |

### 800 m
| rang               | athlète           | prestation    |
| ------------------ | ----------------- | ------------- |
| Médaille d'or      | Matthias Rosseeuw | 1 min 53 s 88 |
| Médaille d'argent  | Thomas Matthys    | 1 min 54 s 16 |
| Médaille de bronze | Hans Omey         | 1 min 55 s 11 |

| rang               | athlète              | prestation    |
| ------------------ | -------------------- | ------------- |
| Médaille d'or      | Charlotte Debroux    | 2 min 11 s 48 |
| Médaille d'argent  | Lynn Van Der Stricht | 2 min 13 s 26 |
| Médaille de bronze | Marlies Schils       | 2 min 13 s 65 |

### 1 500 m
| rang               | athlète               | prestation    |
| ------------------ | --------------------- | ------------- |
| Médaille d'or      | Kim Ruell             | 3 min 57 s 15 |
| Médaille d'argent  | Geoffrey Marrion      | 3 min 57 s 55 |
| Médaille de bronze | Mario Van Waeyenberge | 3 min 57 s 92 |

| rang               | athlète           | prestation    |
| ------------------ | ----------------- | ------------- |
| Médaille d'or      | Veerle Dejaeghere | 4 min 31 s 89 |
| Médaille d'argent  | Sylvie Ameloot    | 4 min 36 s 18 |
| Médaille de bronze | Griet Terryn      | 4 min 37 s 15 |

### 5 000 m
| rang               | athlète                  | prestation     |
| ------------------ | ------------------------ | -------------- |
| Médaille d'or      | Guy Fays                 | 14 min 30 s 41 |
| Médaille d'argent  | Michael Brandenbourg     | 14 min 38 s 20 |
| Médaille de bronze | Lander Van Droogenbroeck | 14 min 40 s 88 |

| rang               | athlète             | prestation     |
| ------------------ | ------------------- | -------------- |
| Médaille d'or      | Elke Van Hoeymissen | 16 min 39 s 65 |
| Médaille d'argent  | Selien De Schrijder | 16 min 46 s 08 |
| Médaille de bronze | Xenia Luxem         | 16 min 50 s 58 |

### 10 000 m
| rang               | athlète                  | prestation     |
| ------------------ | ------------------------ | -------------- |
| Médaille d'or      | Guy Fays                 | 29 min 45 s 57 |
| Médaille d'argent  | Stefan Van Den Broek     | 30 min 00 s 62 |
| Médaille de bronze | Lander Van Droogenbroeck | 30 min 10 s 76 |

| rang               | athlète             | prestation     |
| ------------------ | ------------------- | -------------- |
| Médaille d'or      | Alemitu Bekele      | 35 min 48 s 82 |
| Médaille d'argent  | Hanna Vandenbussche | 35 min 54 s 45 |
| Médaille de bronze | Louise Deldicque    | 36 min 08 s 23 |

## Résultats obstacles

### 110 m haies/100 m haies
| rang               | athlète            | prestation |
| ------------------ | ------------------ | ---------- |
| Médaille d'or      | Adrien Deghelt     | 13 s 79    |
| Médaille d'argent  | Damien Broothaerts | 13 s 82    |
| Médaille de bronze | Sven Pieters       | 14 s 28    |

| rang               | athlète         | prestation |
| ------------------ | --------------- | ---------- |
| Médaille d'or      | Elisabeth Davin | 13 s 09    |
| Médaille d'argent  | Eline Berings   | 13 s 30    |
| Médaille de bronze | Sara Aerts      | 13 s 47    |

### 400 m haies
| rang               | athlète            | prestation |
| ------------------ | ------------------ | ---------- |
| Médaille d'or      | Piet Deveughele    | 51 s 67    |
| Médaille d'argent  | Pieter De Schepper | 52 s 18    |
| Médaille de bronze | Gregory Vervloet   | 52 s 49    |

| rang               | athlète          | prestation |
| ------------------ | ---------------- | ---------- |
| Médaille d'or      | Jessie Raes      | 59 s 90    |
| Médaille d'argent  | Joke Mortier     | 60 s 10    |
| Médaille de bronze | Natalie Verboven | 60 s 55    |

### 3 000 m steeple
| rang               | athlète          | prestation    |
| ------------------ | ---------------- | ------------- |
| Médaille d'or      | Koen Wilssens    | 8 min 52 s 81 |
| Médaille d'argent  | Dries Brusselot  | 9 min 04 s 89 |
| Médaille de bronze | Jeremy Van Ophem | 9 min 14 s 65 |

| rang               | athlète              | prestation     |
| ------------------ | -------------------- | -------------- |
| Médaille d'or      | Veerle Dejaeghere    | 9 min 47 s 42  |
| Médaille d'argent  | Vanja Cnops          | 10 min 51 s 85 |
| Médaille de bronze | Annelore Desaedeleer | 10 min 58 s 58 |

## Résultats sauts

### Saut en longueur
| rang               | athlète           | prestation |
| ------------------ | ----------------- | ---------- |
| Médaille d'or      | Michael Velter    | 7,74 m     |
| Médaille d'argent  | Nicolas Stempnick | 7,63 m     |
| Médaille de bronze | Cedric Nolf       | 7,14 m     |

| rang               | athlète        | prestation |
| ------------------ | -------------- | ---------- |
| Médaille d'or      | Tia Hellebaut  | 6,22 m     |
| Médaille d'argent  | Sara Aerts     | 6,00 m     |
| Médaille de bronze | Kim Van Hertem | 5,91 m     |

### Triple saut
| rang               | athlète             | prestation |
| ------------------ | ------------------- | ---------- |
| Médaille d'or      | Corentin Debailleul | 15,25 m    |
| Médaille d'argent  | Franck Cannaert     | 14,48 m    |
| Médaille de bronze | Gert Messiaen       | 14,41 m    |

| rang               | athlète           | prestation |
| ------------------ | ----------------- | ---------- |
| Médaille d'or      | Hanne Claes       | 12,68 m    |
| Médaille d'argent  | Jolien Van Brempt | 12,54 m    |
| Médaille de bronze | Flora Kizuani     | 12,04 m    |

### Saut en hauteur
| rang               | athlète          | prestation |
| ------------------ | ---------------- | ---------- |
| Médaille d'or      | Tim Rummens      | 2,11 m     |
| Médaille d'argent  | Bart Van Deursen | 2,08 m     |
| Médaille de bronze | Timothy Hubert   | 2,08 m     |

| rang               | athlète           | prestation |
| ------------------ | ----------------- | ---------- |
| Médaille d'or      | Sabrina De Leeuw  | 1,77 m     |
| Médaille d'argent  | Alison Roquet     | 1,71 m     |
| Médaille de bronze | Hanne Van Hessche | 1,71 m     |

### Saut à la perche
| rang               | athlète          | prestation |
| ------------------ | ---------------- | ---------- |
| Médaille d'or      | Kevin Rans       | 5,25 m     |
| Médaille d'argent  | Denis Goossens   | 5,10 m     |
| Médaille de bronze | François Gourmet | 5,00 m     |

| rang               | athlète               | prestation |
| ------------------ | --------------------- | ---------- |
| Médaille d'or      | Fanny Smets           | 3,70 m     |
| Médaille d'argent  | Anne Frederique Krier | 3,40 m     |
| Médaille de bronze | Chloe Henry           | 3,35 m     |

## Résultats lancers

### Lancer du poids
| rang               | athlète         | prestation |
| ------------------ | --------------- | ---------- |
| Médaille d'or      | Wim Blondeel    | 18,12 m    |
| Médaille d'argent  | Filip Eeckhout  | 16,62 m    |
| Médaille de bronze | Alain Guillaume | 16,34 m    |

| rang               | athlète              | prestation |
| ------------------ | -------------------- | ---------- |
| Médaille d'or      | Catherine Timmermans | 14,64 m    |
| Médaille d'argent  | Annelies Peetroons   | 14,25 m    |
| Médaille de bronze | Sophie Verlinden     | 13,78 m    |

### Lancer du disque
| rang               | athlète           | prestation |
| ------------------ | ----------------- | ---------- |
| Médaille d'or      | Kris Coene        | 55,23 m    |
| Médaille d'argent  | Wim Blondeel      | 52,81 m    |
| Médaille de bronze | Jurgen Verbrugghe | 49,42 m    |

| rang               | athlète            | prestation |
| ------------------ | ------------------ | ---------- |
| Médaille d'or      | Inge Vangeel       | 51,32 m    |
| Médaille d'argent  | Veerle Blondeel    | 50,80 m    |
| Médaille de bronze | Annelies Peetroons | 48,25 m    |

### Lancer du javelot
| rang               | athlète       | prestation |
| ------------------ | ------------- | ---------- |
| Médaille d'or      | Tom Goyvaerts | 76,02 m    |
| Médaille d'argent  | Thomas Smet   | 69,21 m    |
| Médaille de bronze | Loic Lemaitre | 62,22 m    |

| rang               | athlète       | prestation |
| ------------------ | ------------- | ---------- |
| Médaille d'or      | Melissa Dupré | 47,79 m    |
| Médaille d'argent  | Sarah Vermeir | 43,58 m    |
| Médaille de bronze | Anne Verbist  | 41,21 m    |

### Lancer du marteau
| rang               | athlète               | prestation |
| ------------------ | --------------------- | ---------- |
| Médaille d'or      | Nicolas Pierre        | 63,71 m    |
| Médaille d'argent  | Walter De Wyngaert    | 63,11 m    |
| Médaille de bronze | Timothy Vanmassenhove | 54,70 m    |

| rang               | athlète             | prestation |
| ------------------ | ------------------- | ---------- |
| Médaille d'or      | Irina Sustelo       | 57,25 m    |
| Médaille d'argent  | Patricia Blondeel   | 49,81 m    |
| Médaille de bronze | Julie Van Oystaeyen | 48,39 m    |

## Sources
- Ligue Belge Francophone d'Athlétisme